# 德沃羅維奇
50°34′0″N 25°58′45″E / 50.56667°N 25.97917°E
德沃羅維奇（烏克蘭語：Дворовичі），是烏克蘭西北部里夫内州里夫内区佳季科維奇市鎮的村落。始建於1968年，面積0.68平方公里，海拔高度229米，2001年人口221。